# Erik Bergström Frisk
Ne doit pas être confondu avec Erik Bergström.
Erik Bergström Frisk, né le 28 septembre 1999 à Stockholm, est un coureur cycliste suédois.

## Biographie
En 2019, il remporte les deux titres espoirs aux championnats de Suède, après avoir terminé deuxième du contre-la-montre et troisième de la course en ligne.

## Palmarès et résultats

### Palmarès par année
- 2017
  - 3e du championnat de Suède du contre-la-montre juniors
  - 3e du championnat de Suède sur route juniors
- 2019
  -  Champion de Suède sur route espoirs
  -  Champion de Suède du contre-la-montre espoirs
  - 2e du championnat de Suède du contre-la-montre
  - 3e du championnat de Suède sur route

### Classements mondiaux
| Année                                 | 2018  | 2019 | 2020 | 2021  |
| ------------------------------------- | ----- | ---- | ---- | ----- |
| Classement mondial                    | 1624e | 388e | 871e | 1988e |
| UCI Europe Tour                       | 1536e | 309e | 691e | 1346e |
| UCI Asia Tour                         | 330e  |      |      |       |
|                                       |       |      |      |       |
| Légende : nc = non classéSource : UCI |       |      |      |       |